# Světélkovec atlantský
Světélkovec atlantský (Meganyctiphanes norvegica) je mořský korýš z řádu krunýřovky, významná složka tzv. krilu. Dosahuje velikosti do 3 centimetrů. Živí se drobnými klanonožci, kteří obsahují množství karotenoidních barviv, a tak je žaludek světélkovce výrazně červeně zbarvený. Vyskytuje se v severním Atlantiku od Kanady po Skandinávii. Jsou důležitou složkou potravního řetězce jako konzumenti planktonu, tak jako potrava pro různé obratlovce. Díky očím se orientují ve vodním sloupci v procesu tzv. vertikální migrace.